# Zosterops chrysolaemus
Zosterops chrysolaemus (окулярник темнолобий) — вид горобцеподібних птахів родини окулярникових (Zosteropidae). Ендемік Нової Гвінеї. Раніше вважався підвидом малого окулярника, однак був визнаний окремим видом.

## Підвиди
Виділяють три підвиди:
- Z. c. chrysolaemus Salvadori, 1876 — північний захід, центр і схід Нової Гвінеї;
- Z. c. gregarius Mayr, 1933 — північний схід Нової Гвінеї;
- Z. c. delicatulus Sharpe, 1882 — південний схід Нової Гвінеї та острови Д'Антркасто.

## Поширення і екологія
Темнолобі окулярники живуть в гірських і рівнинних тропічних лісах Нової Гвінеї, переважно в горах Центрального хребта.